# خالد رميلة
خالد رميلة عالم ومجاهد وشاعر ليبي.

## نسبه ومولده
اسمه خالد يادم رميلة بوعوصة الفاخري من قبيلة الفواخر، ولد سنة 1866م في وادٍ اسمه طوال النعام يبعد عن مدينة أجدابيا 60 كم تقريبا.

## نشأته
ولد في منزل علم، حيث كان أبوه عالما وفقيها، فحفظ القرآن ودرس التفسير والفقه، كما درس متن الرحبية في علم الميراث، وتخصص فيه حتى غدا مرجعا يُرجع إليه في مسائل مختلفة، كما زار الأزهر الشريف ثلاث مرات في أثناء سفره إلى مصر بغرض التجارة. حيث كان يستغل زيارته للأزهر ليتصل بالعلماء ويتزود بالكتب والمراجع العلمية. كان ملما بالفصحى وآدابها حيث بدا ذلك من خلال شعره الفصيح، وكان يهوى ركوب الخيل والتنقل، ومارس في شبابه تربية الإبل.

## فترة الغزو الإيطالي
أثناء الغزو الإيطالي توجه مع غيره من الشباب إلى مقاومة الاحتلال، وانضم إلى «دور المغاربة» المعروف أيضا بـ «دور أجدابيا»، وشارك في معارك عدة منها معركة «غريد الحداد» المعروفة أيضا بـ«عرق السبط» التي وقعت شرق أجدابيا في عام 1914، وقُتل جواده أثناء المعركة، وأيضا شارك في معركة الزويتينية التي وقعت في 11 مارس 1914، ومعركة «جوف سانو» التي قادها المجاهد قجة عبد الله واستخدم الطليان الطائرات في هذه المعركة للقضاء على المجاهدين. وشارك أيضا في معركة القرضابية في 28 أبريل 1915، واستمر في المشاركة في المعارك ضد الغزو الإيطالي حتى عام 1927م، حيث تم اعتقاله أكثر من مرة في بنينة ومراده وحبس دار شويليك.

## أشعاره
لديه الكثير من الأشعار، وهو يعد من فحول الشعر الشعبي في ليبيا ومن أهم الاشعار (بعد مراضها، للقود حق، حنا حقها نعطوه). وله «ديوان خالد رميلة الفاخري»

## وفاته
توفي عام 1938م، في منطقة أم عويد، ودفن في مقبرة سيدي عبد الواحد المهشهش.